# Werpol
Werpol – wieś w Polsce położona w województwie podlaskim, w powiecie siemiatyckim, w gminie Nurzec-Stacja. 
| SIMC    | Nazwa    | Rodzaj    |
| ------- | -------- | --------- |
| 0038014 | Grabarka | część wsi |

Wieś jest siedzibą sołectwa Werpol w którego skład wchodzą również miejscowości Anusin i Telatycze.
Mimo bliskości do Anusina (mniej niż 1 km), za II RP Anusin należał do województwa poleskiego, a Werpol do białostockiego.
W latach 1975–1998 miejscowość administracyjnie należała do województwa białostockiego.
Od około lat 30. do lat 80. XX w. znajdowała się tu czteroklasowa szkoła podstawowa; budynek szkolny uległ zniszczeniu.
W rejonie nie występują żadne zakłady przemysłowe. 
Prawosławni mieszkańcy wsi należą do parafii Świętych Kosmy i Damiana w Telatyczach, a wierni kościoła rzymskokatolickiego parafii Podwyższenia Krzyża Świętego w Tokarach. Na granicy z kolonią Telatycze znajduje się prawosławny cmentarz z cerkwią Ścięcia Głowy św. Jana Chrzciciela.